# Afroneta locketi
Afroneta locketi là một loài nhện trong họ Linyphiidae. Loài này được phát hiện ở Ethiopië.